# 陽気な酒飲み
『陽気な酒飲み』（ようきなさけのみ、蘭: De vrolijke drinker、英: The Merry Drinker）は、17世紀オランダ黄金時代のハールレムの巨匠フランス・ハルスが1628-1630年頃、キャンバス上に油彩で描いた絵画 (縦81cm、横66.5cm) である。本作が誰かの肖像画であるのか、ただの陽気な酒飲みを表しているのかはわからない。作品は、1816年にアムステルダム国立美術館に収蔵され、現在、美術館の「栄誉の間」に展示されている。

## 技法
ハルスの肖像画を比類ないものとしている特徴は、同時代のハールレムのテオドール・スレフェリウスが1648年に書いた市史、『ハールレミアス』に詳しく書かれている。著者は、「彼 (ハルス) 独特の絵画手法によって、事実上かれは何者をもしのいだ。・・・作品は力強さと生気にあふれているので、ハルスは絵筆で自然そのものに挑戦しているかのようである」と記している。スレフェリウスもハルスに肖像画を依頼しているが、彼はハルスの絵画における特徴を2つ挙げている。独自の筆遣い、つまり「描写の手法」と、性格描写に見られる「力強さと生命感」である。
ハルスの作品に見られる「力強さと生命感」は、きびきびとした筆遣いによるものであり、モデルを生き生きとした魅力的な姿で表現する。ハルス以前のネーデルラントの肖像画は、仕上げに重点をおいて描かれ、細心の筆さばきを駆使して、艶やかな画面に仕立てられていた。それとは対照的に、ハルスの筆さばきはあくまでも自由で、荒く、素早く、不連続である。ハルスが描いたとされる素描は残っていない。おそらく、下準備なしにじかにキャンバスに描いたのであろう。ハルスの肖像画では、光は常に左側から射しており、しかも単一の光源である。ハルスは、一定の光のもとでのさまざまな顔の造作を深奥から直感的に捉えることを学んでいった。画家のその筆遣いが、モデルに独特の活力と生命感をもたらしたのである。

## 作品
本作は、皮の袖なし胴着、レースのカラー、カフスを身に着け、だらりとした帽子を被っている男性を表している。右手を上げ、左手にはワインの入ったグラスを持っている。首の周りの鎖からメダルが垂れ下がっている。この瞬間に、彼は鑑賞者と会話しているように見える。オランダの美術史家ホフステーデ・デ・フロートは、人物はマウリッツ (オラニエ公) の似姿であると主張した。さまざまな研究者が、本作は「味覚」を表していると主張している。古いオランダの目録では、「陽気な酒飲み」、または「飲んだくれ」の主題はしばしばあるもので、おそらく本作は肖像画ではなく、風俗画として意図されたのかもしれない。しかし、他の「酒飲み」の絵画は倫理的意味合いを持っているが、ハルスの人物は酒を飲む楽しさをひたすら伝えている。
すばやく奔放な筆運びで、ハルスはこの生き生きとした人物を描き出している。その筆触は力強く幅広いこともあれば、短くリズミカルな部分もある。色使いは一定している。黄色、白、黒、そして赤系統の色のアクセント。細部はほとんど描き出されず、形態は数本の確固たる筆触で示される。たとえば、グラスは2、3本の線と輝く反射光を表す2、3の白いハイライトから成り立っている。